# Papurana supragrisea
Papurana supragrisea es una especie de anfibio anuro de la familia Ranidae.

## Distribución geográfica
Esta especie es endémica de Papua Nueva Guinea. Se encuentra en el este de Nueva Guinea y en el archipiélago de Entrecasteaux. 
Habita entre los 100 y 1800 m sobre el nivel del mar.

## Publicación original
- Menzies, 1987 : A taxonomic revision of Papuan Rana (Amphibia: Ranidae). Australian Journal of Zoology, vol. 35, n.º 4, p. 373-418.[6]